# Michael Onuphrius thoe Schwartzenberg en Hohenlansberg
Michael Onuphrius thoe Schwartzenberg en Hohenlansberg (Leeuwarden, gedoopt 14 juli 1695 - aldaar, 27 april 1758) was grietman van Dantumadeel in de Nederlandse provincie Friesland en gedeputeerde van deze provincie.

## Biografie
Schwartzenberg was een zoon van de grietman van Barradeel, Wilco thoe Schwartzenberg en Hohenlansberg (1664-1704), en Fed Sophia van Goslinga (1660-1727). Zijn vader overleed toen hij nog geen negen jaar oud was. Hij werd opgevoed bij een oom van moederszijde Sicco van Goslinga, grietman van Franekeradeel. Zelf volgde hij in 1725 zijn broer Georg Wolfgang op als grietman van Dantumadeel. Van 1722 tot 1725 was hij lid van gedeputeerde staten van Friesland voor Westergo en in de jaren 1728 tot 1730 en 1743 tot 1746 was hij gedeputeerde voor Oostergo. Verder was hij eigenaar van de Eysinga State te Rinsumageest.
In 1723 besloten Gedeputeerde Staten van Friesland dat het Dokkumergrootdiep vanwege het overstromingsgevaar moest worden afgesloten. Vanwege zijn bekwaamheden op het gebied wiskunde en werktuigbouwkunde werd hij, samen met zijn collega Philip Frederik Vegelin van Claerbergen, als commissaris belast met de overdijking van het Dokkumerdiep en met de aanleg der Dokkumer Nieuwe Zijlen. Nadat het werk in 1729 voltooid was, werd een gedenktekenen opgericht ter eeuwige nagedachtenis, zoals de tekst van het gedenkteken luidt, van de overdijking van het Dokkumerdiep. Tevens wordt vermeld, dat zesduizend roeden dijk Oostergo zullen behoeden voor wateroverlast. De daadwerkelijke afsluiting van het diep geschiedde in tegenwoordigheid van beide commissarissen. Hun wapens kregen een plek op het gedenkteken.

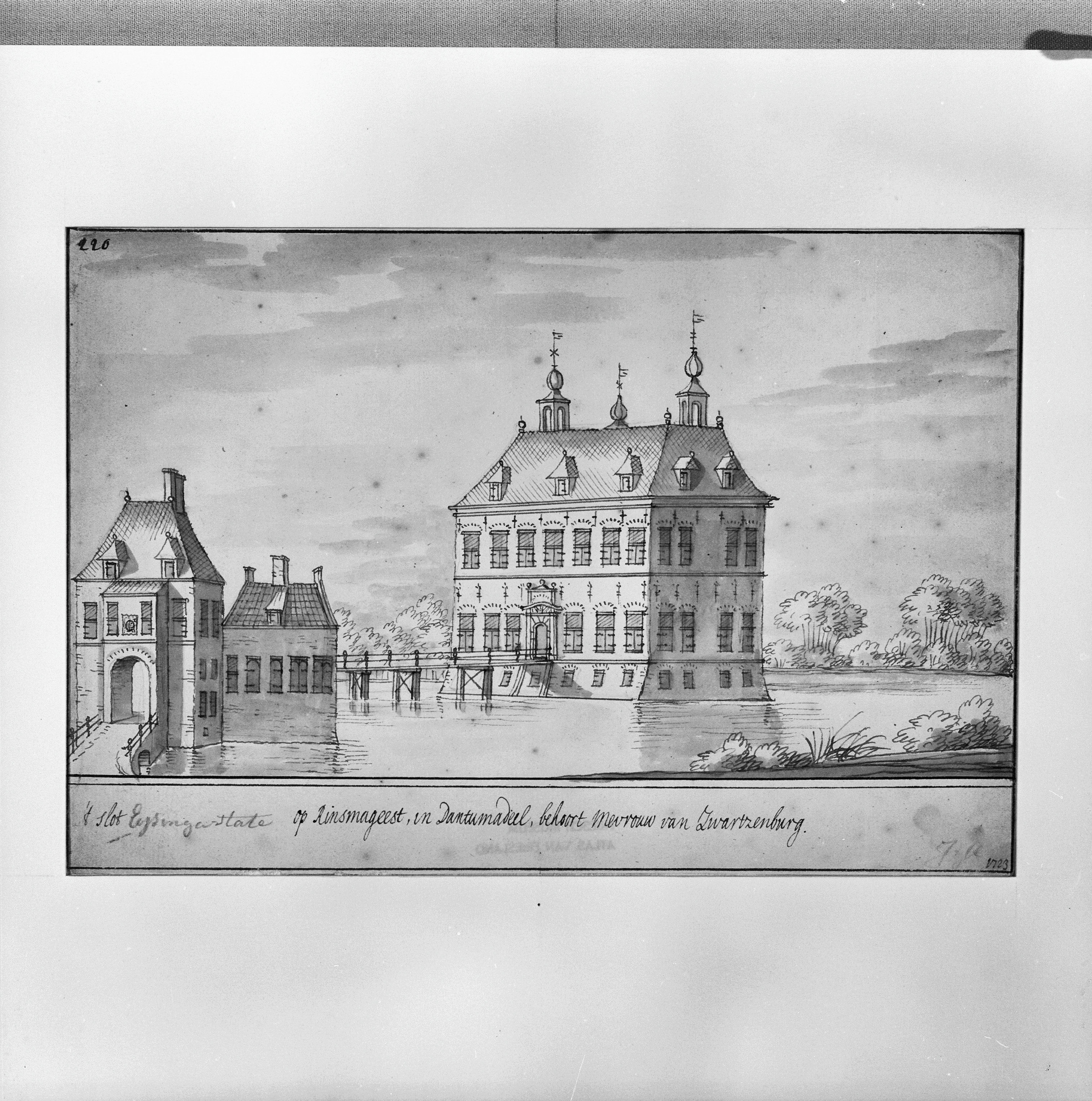
De Eysinga State op een tekening van Jacobus Stellingwerff uit 1723.
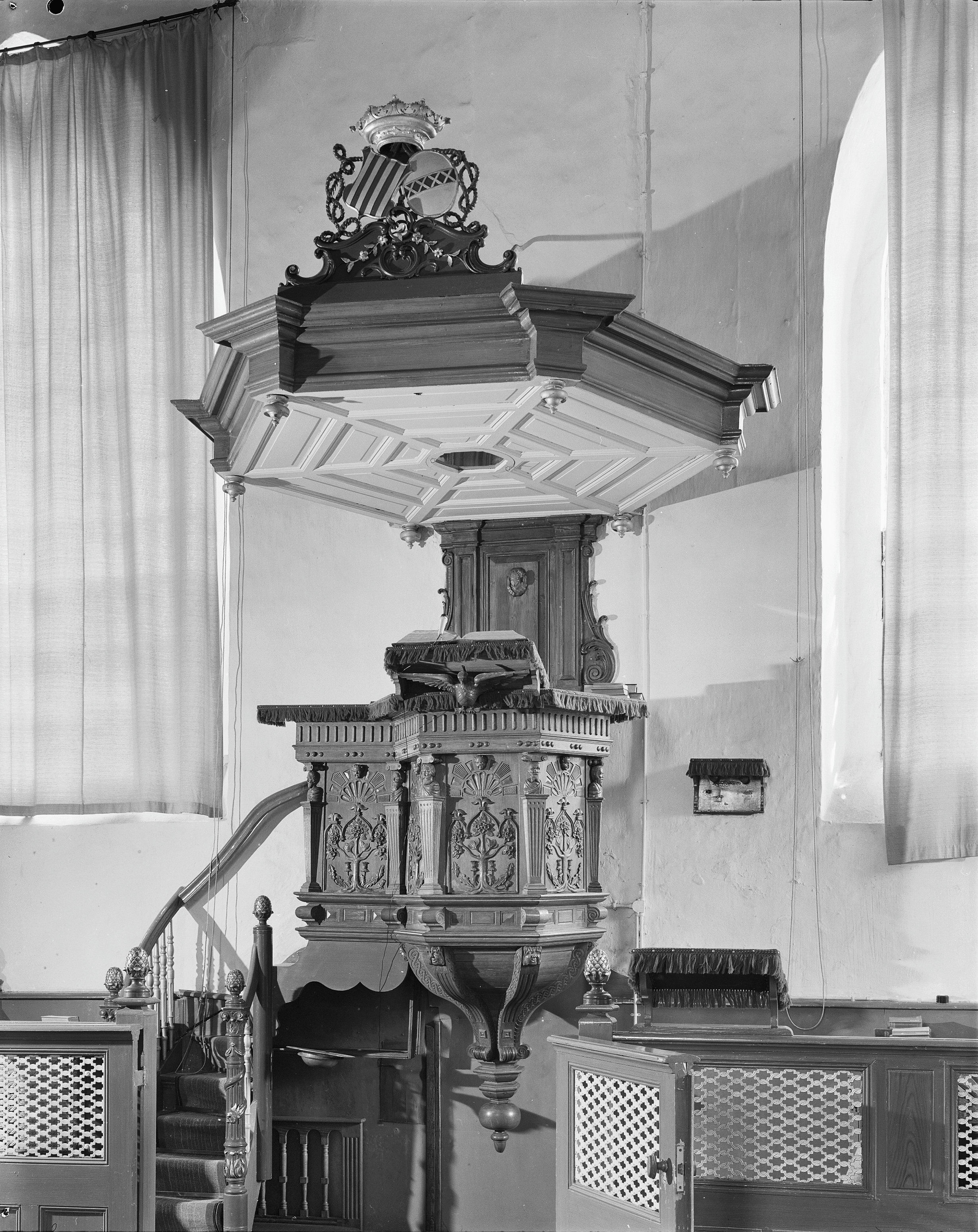
Preekstoel in de Alexanderkerk te Rinsumageest met het alliantiewapen Thoe Schwartzenberg en Hohenlansberg-Van Gendt.
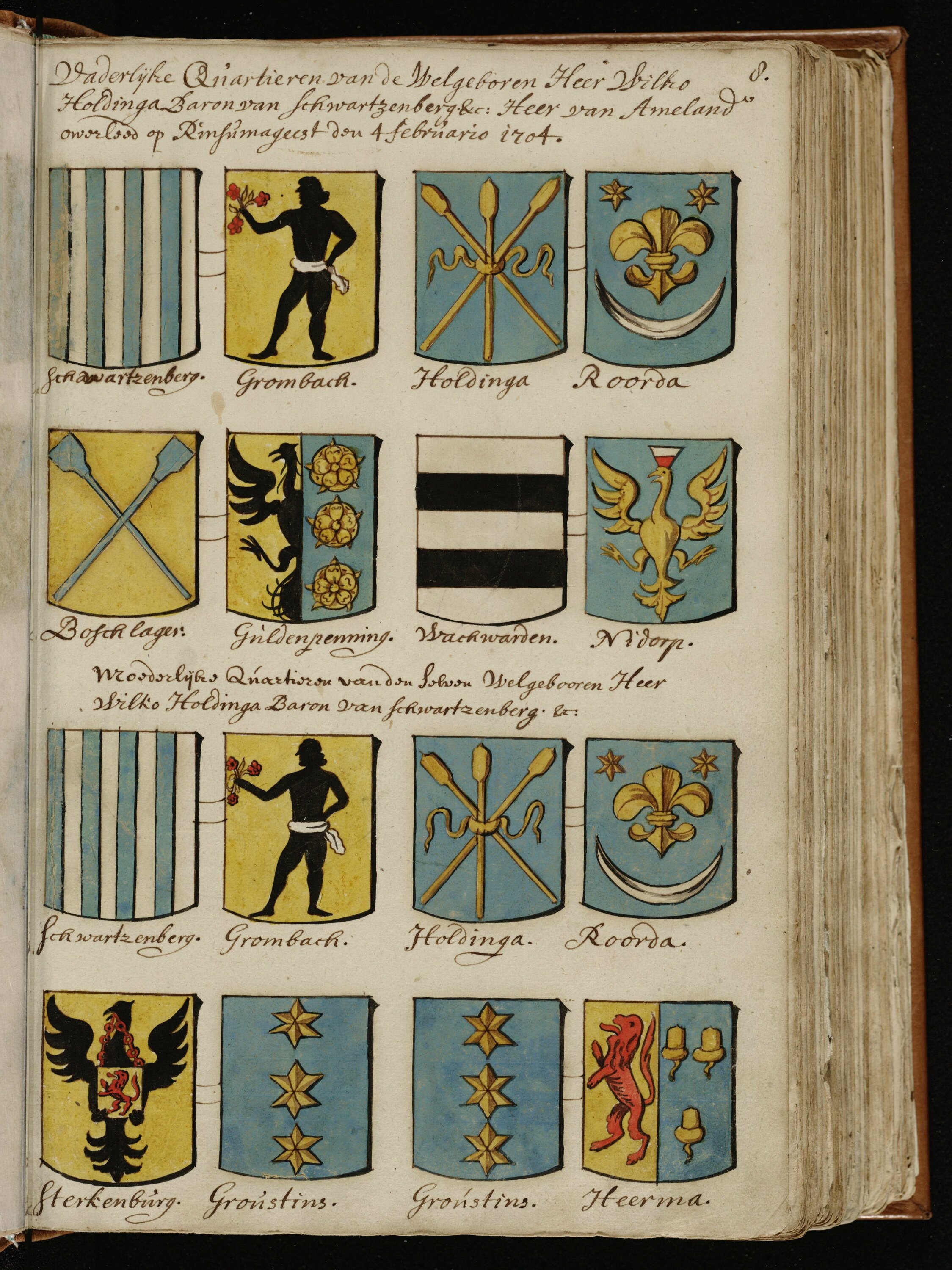
Kwartieren van de vader van Michael Onuphrius in het wapenboek van Gerrit Hesman.

## Huwelijk en kinderen
Thoe Schwartzenberg en Hohenlansberg trouwde in juni 1726 te Rinsumageest met Margaretha Maria van Gendt (1707-1766), dochter van Frederik Hendrik van Gendt en Helena Veronica van Aylva. Uit dit huwelijk werden twee zonen geboren:
- Wilco thoe Schwartzenberg en Hohenlansberg (1738-1788), grietman van Wonseradeel.
- Frederik Willem van Gendt thoe Schwartzenberg en Hohenlansberg (1743-1774), militair.